# Palácio Contarini del Bovolo

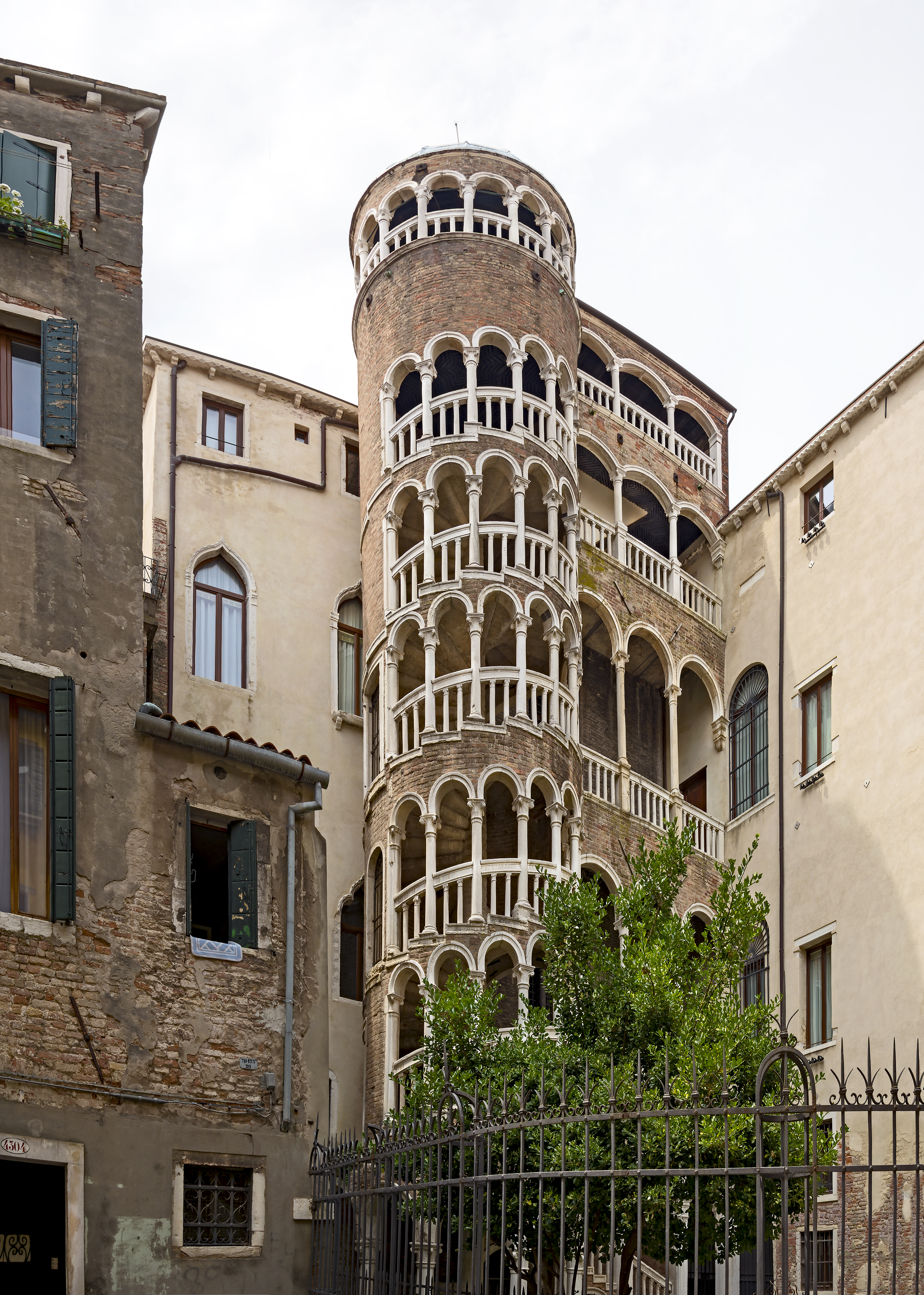
Vista das famosas escadarias.

O Palácio Contarini del Bovolo (também chamado Palácio Contarini dal Bovolo Minelli) é um pequeno palácio de Veneza, muito conhecido pela sua escadaria de caracol no exterior, que tem um grande número de arcos, e que é conhecida como a "Scala Contarini del Bovolo". O palácio data do século XV e está, segundo parece, em mau estado. A escadaria de caracol conduz a uma galeria, de onde se oferece uma encantadora vista panorâmica sobre alguns dos telhados da cidade. O palácio está situado perto da calle Campo Manin, junto à Ponte de Rialto (45° 26′ 05″ N, 12° 20′ 04″ L).